# Бичківський дуб
Бичкі́вський дуб — ботанічна пам'ятка природи місцевого значення в Україні.
Росте поблизу села Бичківці Чортківського району Тернопільської області, у кварталі 7, виділі 11 Білецького лісництва Чортківського держлісгоспу, в межах лісового урочища «Бичківці».
Оголошено об'єктом природно-заповідного фонду рішенням виконкому Тернопільської обласної ради від 23 жовтня 1972 року № 537.
Перебуває у віданні Чортківського держлісгоспу державного лісогосподарського об'єднання «Тернопільліс».
Площа — 0,03 га.
Під охороною — дуб черещатий віком понад 400 років та діаметром 160 см. Залишок Подільських дібров. Висота дерева — 25 м. Проєкція крони з півночі на південь — 15 метрів, зі сходу на захід — 20 метрів. Помітна стара громобійна тріщина.